# Маний Валерий Максим
Маний Валерий Волуз Максим (лат. Manius Valerius Volusus Maximus; VI-V века до н. э.) — политический, государственный и военный деятель времён ранней Римской республики, диктатор 494 года до н. э.

## Биография
Происходил из патрицианского рода Валериев, его ветви Волузов. О детских и юношеских годах сведений не сохранилось. Сын Марка Валерия Волуза Максима, консула 505 года до н. э.
В 494 году до н. э. он был назначен диктатором, так как тогдашние консулы Авл Вергиний Трикост Целиомонтан и Тит Ветурий Гемин Цикурин не смогли справиться с беспорядками плебеев, которые считали, что их права были нарушены, поэтому отказывались от призыва в римское войско, которое должно было выступить против сабинян, эквов и вольсков. После длительных переговоров Манию Валерию удалось убедить плебеев пойти в армию. Маний Валерий сделал своим заместителем — начальником конницы Квинта Сервилия Приска Структа и во главе 4 легионов выступил против сильнейшего врага — сабинян и с лёгкостью их разбил, за что получил триумф. Параллельно другие консулы, имея каждый по 3 легиона в подчинении, хотя и не так удачно, как Маний Валерий, но победили эквов и вольсков. Но римский сенат не удовлетворил много требований плебеев, из-за чего Маний Валерий сложил с себя обязанности диктатора. Беспорядки продолжились и привели к появлению нового магистрата — народного трибуна, который должен заботиться о правах плебеев.
С тех пор о дальнейшей судьбе Мания Валерия Волуза Максима упоминаний нет.

## Семья
- Сын Марк Валерий Максим Лактука, консул 456 года до н. э.